# Международный свод сигналов
Международный свод сигналов (The International Code of Signals; INTERCO) предназначен для связи различными способами и средствами в целях обеспечения безопасности мореплавания и охраны человеческой жизни на море, особенно в тех случаях, когда возникают языковые трудности общения. При составлении Свода было принято во внимание, что широкое применение радиотелефона и радиотелеграфа позволяет всегда, когда отсутствуют языковые трудности, осуществлять простую и эффективную связь открытым текстом.
Сигналы, используемые в Своде, состоят из:
1. однобуквенных сигналов, предназначенных для очень срочных, важных или часто употребляемых сообщений;
2. двухбуквенных сигналов, составляющих Общий раздел;
3. трёхбуквенных сигналов, составляющих Медицинский раздел и начинающихся с буквы М.

Каждый сигнал Свода имеет завершенное смысловое значение. Этот принцип проходит через весь Свод; в отдельных случаях с целью расширения значения основного сигнала используются цифровые дополнения.

## История
Своды сигналов для мореплавателей стали издаваться с начала XIX века.
Первый Международный свод сигналов был составлен в 1855 году комитетом, учрежденным министерством торговли Великобритании. В этом своде насчитывалось 70 тысяч сигналов, 18 флагов и использовалось общепринятые и международные сигналы. Он был издан в 1857 г. Этот свод применялся большинством морских государств.
Первое издание свода было пересмотрено в 1887 году
новым комитетом, созданным министерством торговли Великобритании. Новые предложения комитета были обсуждены представителями основных морских держав. По результатам этого обсуждения в свод были внесены значительные изменения, после чего он был издан в 1897 г.
Международная конференция по радиотелеграфной связи, проходившая в Вашингтоне в 1927 г., рассмотрела предложения о новом пересмотре свода и вынесла решение о подготовке его проекта на семи языках. Новое издание было подготовлено к 1930 г. и принято Международной конференцией по радиотелеграфной связи, состоявшейся в Мадриде в 1932 г. Этот свод состоял из двух томов: первый — для использования при сигнализации визуальными способами связи, а второй — для радиотелеграфной связи. Свод предназначался главным образом для связи между судами и самолетами и для связи судов или самолетов с береговыми властями через береговые радиостанции. Определенная часть сигналов предназначалась для связи с судовладельцами, агентами, ремонтными мастерскими и т. д.
На той же конференции (1932 г.) был создан постоянный комитет по Международному своду сигналов, предназначенный для пересмотра и изменения свода в случае необходимости, а также для того, чтобы давать разъяснения по вопросам использования свода и рассматривать предложения по его модификации. Обязанности секретариата постоянного комитета были взяты на себя правительством Великобритании. Постоянный комитет собрался только один раз, в 1933 г., внеся при этом некоторые поправки.
В 1947 г. Административная радиоконференция Международного союза электросвязи предложила передать Международный свод сигналов в компетенцию Межправительственной морской консультативной организации (ИМКО). В 1959 (ИМКО) приняла функции комитета по Международному своду сигналов, и выполняет их по сей день.

## Способы сигнализации
1. Флажная с использованием специальных сигнальных флагов.
2. Флажный семафор с использованием семафорной азбуки, когда каждой букве и условному знаку соответствует определенное положение рук сигнальщика с удерживаемыми в них флажками (при отсутствии флажков семафорят любыми подручными средствами, например, на русском флоте — бескозырками).
3. Световой семафор[1] — световая сигнализация с использованием азбуки Морзе.
4. Звуковая сигнализация с использованием азбуки Морзе.
5. Связь голосом через мегафон, рупор или другое громкоговорящее устройство.
6. Радиотелефонная связь, при которой передача речевого сигнала осуществляется через радиосвязь.
7. Радиотелеграфная сигнализация с использованием азбуки Морзе.

## Флажная сигнализация
Используется 26 буквенных флагов и вымпелы: 10 цифровых, четыре заменяющих и один ответный вымпел.

### Буквенные флаги

Alfa. У меня спущен водолаз; держитесь в стороне от меня и следуйте малым ходом.
Bravo. Я гружу или выгружаю, или имею на борту опасный груз.
Charlie. Утвердительный ДА или «Значение предыдущей группы должно читаться в утвердительной форме».
Delta. Держитесь в стороне от меня; я управляюсь с трудом.
Echo. Я изменяю свой курс вправо.
Foxtrot. Я не управляюсь; держите связь со мной.
Golf. Мне нужен лоцман. Этот сигнал, передаваемый рыболовными судами, работающими в непосредственной близости друг от друга, означает «Я выбираю сети».
Hotel. У меня есть на борту лоцман.
India. Я изменяю свой курс влево.
Juliett. У меня пожар и я имею на борту опасный груз; держитесь в стороне от меня.
Kilo. Я хочу установить связь с вами.
Lima. Остановите немедленно своё судно.
Mike. Моё судно остановлено и не имеет хода относительно воды.
November. Отрицательный НЕТ или «Значение предыдущей группы должно читаться в отрицательной форме».
Oscar. Человек за бортом.
Papa. В гавани: Всем следует быть на борту, так как судно скоро снимается. В море: Может быть использован рыболовными судами в значении «Мои сети зацепились за препятствие».
Quebec. Мое судно незаражённое, прошу предоставить мне свободную практику.
Romeo. Самостоятельного значения не имеет.
Sierra. Мои движители работают на задний ход.
Tango. Держитесь в стороне от меня; я произвожу парное траление.
Uniform. Вы идёте к опасности.
Victor. Мне необходима помощь.
Whiskey. Мне необходима медицинская помощь.
X-ray. Приостановите выполнение ваших намерений и наблюдайте за моими сигналами.
Yankee. Меня дрейфует на якоре.
Zulu. Мне нужен буксир. Этот сигнал, передаваемый рыболовными судами, работающими в непосредственной близости друг от друга, означает «Я вымётываю сети».

### Цифровые вымпелы

Una one
Bisso two
Terra three
Karte four
Panta five
Soxi six
Sette seven
Okto eight
Nove nine
Nada zero

### Заменяющие вымпелы

1-й заменяющий
2-й заменяющий
3-й заменяющий
4-й заменяющий

### Ответный вымпел

Ответный вымпел